# Geir Berdahl

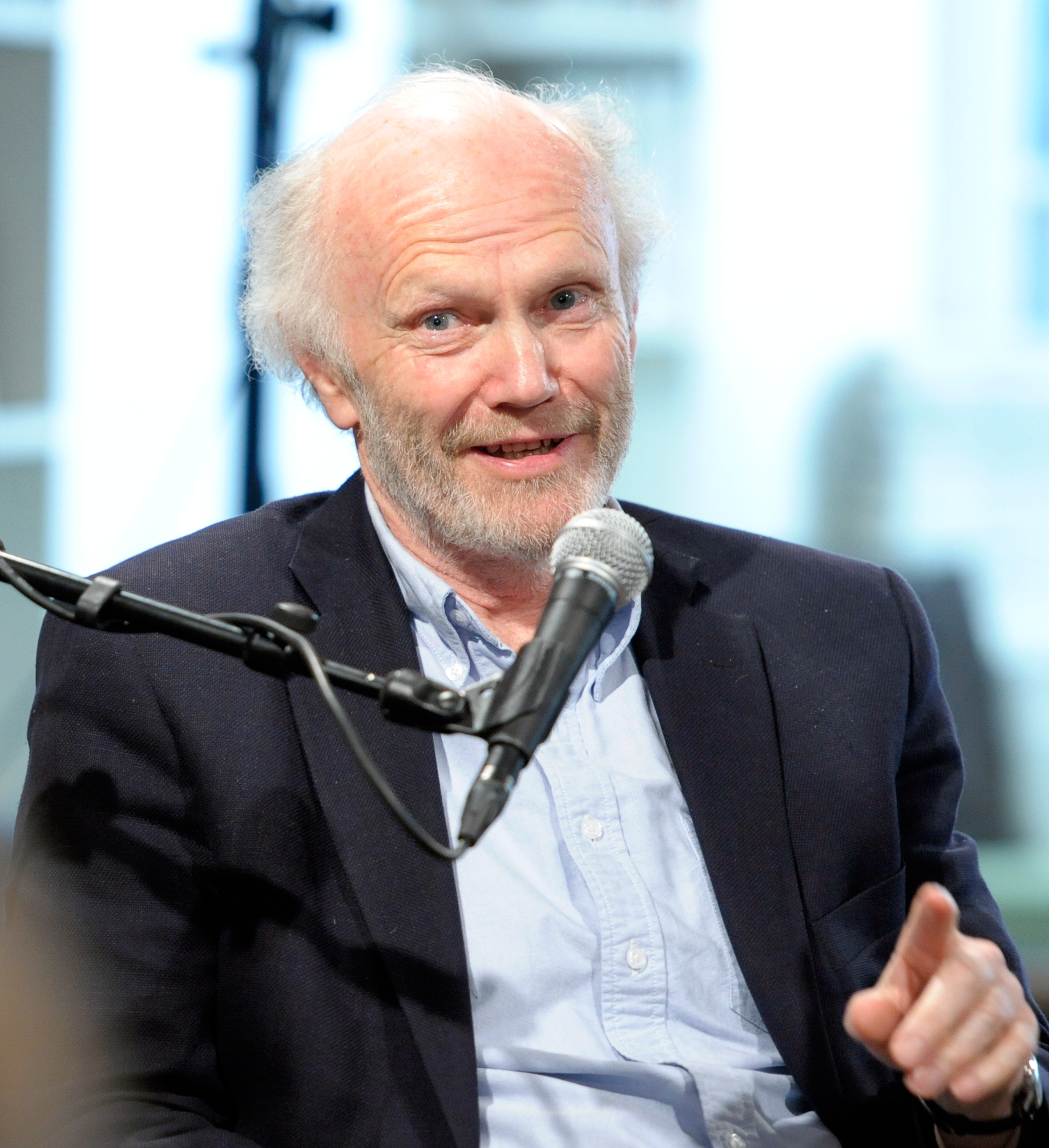

Geir Berdahl (nascido em 19 de junho de 1945) é um editor norueguês, o líder da Forlaget Oktober por 35 anos.

## Carreira
Na década de 1970, Berdahl foi associado ao SUF (ml) e ao Partido Comunista dos Trabalhadores, AKP (ml). Ele formou-se como em literatura pela Universidade de Oslo em 1974. De 1974 a 1979, dirigiu a livraria Tronsmo. Foi presidente da editora Forlaget Oktober de 1979 a 2015.
De 2003 a 2006, ele foi presidente do conselho do jornal Klassekampen e presidiu a Associação de Editores da Noruega durante um período de 2005.